# Classe ASA
La classe ASA è un sistema di classificazione redatto dalla American Society of Anesthesiologists (ASA, Società americana di anestesiologia) per valutare i pazienti da sottoporre ad intervento chirurgico, in uso da oltre 60 anni. La denominazione completa è ASA Physical Status Classification System (Sistema di classificazione dello stato fisico dell'ASA).
Lo scopo è quello di valutare e ponderare le comorbilità di un paziente; il sistema di classificazione non è autonomamente in grado di prevedere i rischi perioperatori, ma utilizzato insieme ad altre valutazioni (tipo di intervento chirurgico, fragilità, livello di decondizionamento), può essere utile per prevedere il rischio operatorio totale. Il sistema è diventato parte integrante della pratica dell'anestesiologia ed è utilizzato da anestesisti, chirurghi e altri sanitari per caratterizzare le popolazioni di pazienti in generale e le condizioni cliniche preoperatorie che potrebbero influenzare in modo specifico la gestione dell'anestesia.

## Storia
Il sistema di classificazione originale, proposto da Meyer Saklad, Emery Rovenstine e Ivan Taylor nel 1941, incorporava alcuni esempi delle condizioni cliniche per ogni classe di stato fisico, per guidare l'assegnazione della classe ad un paziente. Questo fu il primo tentativo tra qualsiasi specialità medica a stratificare il rischio clinico; scrissero:
Il sistema è stato successivamente modificato da Dripps e adottato dall'ASA nel 1962; a differenza del sistema originale, questo nuovo sistema di classificazione non includeva alcun esempio.
La classificazione in vigore è stata revisionata a dicembre 2020.

## Caratteristiche
L'assegnazione ad un livello di classificazione dello stato fisico è una decisione clinica basata su molteplici fattori; la classificazione può essere inizialmente stimata durante la valutazione preoperatoria del paziente, ma l'assegnazione finale della classificazione dello stato fisico viene effettuata dall'anestesista che accoglie il paziente nella sala operatoria.
Se l'intervento è di emergenza, la classificazione dello stato fisico è seguita da "E" (per Emergenza). La classe "6E" non esiste, poiché tutti i prelievi di organi nei pazienti con morte cerebrale vengono eseguiti con urgenza, ed è semplicemente registrata come classe "6". La definizione originale di emergenza del 1941 era «una procedura chirurgica che, secondo il parere del chirurgo, dovrebbe essere eseguita senza indugio», ma fu poi ridefinita come la condizione in cui «un ritardo nel trattamento aumenterebbe significativamente la minaccia per la vita o una parte del corpo del paziente».
Sebbene la gravidanza non sia una malattia, lo stato fisiologico della partoriente è significativamente alterato rispetto a quando la donna non è incinta, quindi si impone l'assegnazione di classe ASA 2 alle donne con gravidanza non complicata.
| Classe | Caratteristiche | In gravidanza |
| ------ | --- | --- |
| 1      | Paziente in buone condizioni di salute, senza malattie sistemiche, organiche o psichiatriche. | |
| 1      | Non fumatori, consumo minimo o nullo di alcol. | |
| 2      | Paziente con lieve malattia sistemica; malattie lievi senza limitazioni funzionali sostanziali. | Paziente con lieve malattia sistemica; malattie lievi senza limitazioni funzionali sostanziali.                                                                      |
| 2      | Fumatore, bevitore sociale di alcol, gravidanza, BMI tra 30 e 40, diabete mellito o ipertensione arteriosa ben controllati, malattia polmonare lieve. | Gravidanza normale, o ipertensione gestazionale ben controllata, preeclampsia controllata senza caratteristiche gravi, diabete gestazionale controllato dalla dieta. |
| 3      | Paziente con grave malattia sistemica; limitazioni funzionali sostanziali con una o più malattie da moderate a gravi. | Paziente con grave malattia sistemica; limitazioni funzionali sostanziali con una o più malattie da moderate a gravi.                                                |
| 3      | Diabete mellito o ipertensione scarsamente controllati, BPCO, obesità patologica con BMI ≥40, epatite attiva, dipendenza o abuso di alcol, pacemaker impiantato, moderata riduzione della frazione di eiezione, insufficienza renale in stadio terminale sottoposta regolarmente a dialisi programmata; infarto miocardico o accidente cerebrovascolare o TIA o coronaropatia/stent da oltre 3 mesi. | Preeclampsia con caratteristiche gravi, diabete gestazionale con complicanze o elevato fabbisogno di insulina, trombofilia che richiede anticoagulanti.              |
| 4      | Paziente con grave malattia sistemica che rappresenta una minaccia costante per la vita. | Paziente con grave malattia sistemica che rappresenta una minaccia costante per la vita.                                                                             |
| 4      | Infarto miocardico o accidente cerebrovascolare o TIA o coronaropatia/stent da meno di 3 mesi, o infarto miocardio in corso; grave disfunzione valvolare, grave riduzione della frazione di eiezione, shock, sepsi, CID, patologia respiratoria acuta o insufficienza renale in stadio terminale non sottoposta a dialisi programmata.                                                               | Preeclampsia con caratteristiche gravi complicate da HELLP o altri eventi avversi, cardiomiopatia peripartum con FE <40, cardiopatia non corretta o scompensata.     |
| 5      | Paziente moribondo che non sopravvivrebbe senza l'operazione, con aspettativa di vita inferiore alle 24 ore. | Paziente moribondo che non sopravvivrebbe senza l'operazione, con aspettativa di vita inferiore alle 24 ore.                                                         |
| 5      | Rottura di aneurisma addominale/toracico, trauma massivo, emorragia intracranica con effetto massa, infarto intestinale a seguito di patologia cardiaca significativa o disfunzione di più organi/sistemi. | Rottura uterina |
| 6      | Paziente in morte cerebrale da sottoporre a prelievo di organi. | Paziente in morte cerebrale da sottoporre a prelievo di organi. |